# Compus de cinci tetraedre trunchiate
În geometrie compusul de cinci tetraedre trunchiate este un compus poliedric uniform format din 5 tetraedre trunchiate rotite în jurul unei axe comune. Are două versiuni enantiomorfe, cu simetrie icosaedrică chirală (I).
Are indicele de compus uniform UC55.

## Construcție
Poate fi construit prin trunchierea tuturor celor 5 tetraedre din compusul de cinci tetraedre. Printr-o trunchiere completă se obține compusul de cinci octaedre. Anvelopa sa convexă este un dodecaedru snub neuniform.

## Mărimi asociate

### Coordonate carteziene
Coordonatele carteziene ale vârfurilor acestui compus sunt toate permutările ale
{\displaystyle (\,\pm 1,\,\pm 1,\,\pm 3\,).}
{\displaystyle \left(\,\pm \varphi ^{-1},\,\pm (-\varphi ^{-2}),\,\pm 2\varphi \,\right)}
{\displaystyle \left(\,\pm \varphi ,\,\pm (-2\varphi ^{-1}),\,\pm \varphi ^{2}\,\right)}
{\displaystyle \left(\,\pm \varphi ^{2},\,\pm (-\varphi ^{-2}),\,\pm 2\,\right)}
{\displaystyle \left(\,\pm (2\varphi -1),\,\pm 1,\,\pm (2\varphi -1)\,\right)}
cu un număr par de minusuri în semnele „±” și unde {\displaystyle \varphi ={\frac {1+{\sqrt {5}}}{2}}} este secțiunea de aur.

### Volum
Următoarea formulă pentru volum V este stabilită pentru lungimea laturilor tuturor poligoanelor (care sunt regulate) a:
{\displaystyle V={\frac {115{\sqrt {2}}}{12}}a^{3}\approx 13,552880~a^{3}.}